# Kroměříž
Kroměříž (en checo: [ˈkromɲɛr̝iːʃ]ⓘ, en alemán Kremsier) es una ciudad en la región de Zlín en la República Checa, con una población estimada a principio del año 2018 de 28 897 habitantes.

## Historia
Hacia 1900 tenía contabilizada una población de 13 991 habitantes.

## Patrimonio
La ciudad es famosa por su palacio arzobispal, donde se refugió la corte de Viena en la Primavera de los Pueblos de 1848 y donde, más próximo a la actualidad, se rodaron escenas de la película Amadeus. En este edificio se conserva una famosa pintura de Tiziano Vecellio: El castigo de Marsias.
El Lustgarten (jardín de las delicias), parque adyacente al palacio episcopal, se encuentra en la Lista del Patrimonio de la Humanidad de la Unesco desde 1998.